# Awad bing
Pour les articles homonymes, voir Awad.
L’awad bing (également awad gey, biliau, bing, samang, semang, sengam) est une des langues ngero-vitiaz, parlée par 1 450 locuteurs en 2000 en Papouasie-Nouvelle-Guinée. Il est distinct du mindiri (en) et du wab (en) même s'il est similaire à ces deux langues.

## Localisation
L'awad bing est parlé dans sept villages de la province de Madang, de la baie de l'Astrolabe, à l'ouest de Saidor,,.

## Dialectes
Il comprend les dialectes suivants : Biliau, Yamai, Suit, Galeg, Yori.  

## Utilisation
Les locuteurs de l'awad bing sont de tous âges et l'utilisent dans tous les domaines, quelques-uns d'entre eux utilisent le gedaged à l'église. L'anglais et le tok pisin sont aussi utilisés par ces populations. Certains locuteurs du ngaing (en) utilisent l'awad bing pour le commerce. 